# Thibaud Chapelle
Thibaud Chapelle (ur. 9 maja 1977) – francuski wioślarz. Brązowy medalista olimpijski z Sydney.
Zawody w 2000 były jego jedynymi igrzyskami olimpijskimi. Zajął trzecie miejsce w dwójce podwójnej wagi lekkiej, partnerował mu Pascal Touron. Na mistrzostwach świata zdobył brąz w dwójce podwójnej wagi lekkiej w 2001.